# لاون دیل (کالیفرنیا)
لاون دیل (به انگلیسی: Lawndale) شهری در شهرستان لس‌آنجلس، کالیفرنیا ایالت کالیفرنیا است که در سرشماری سال ۲۰۱۰ میلادی، ۳۲۷۶۹ نفر جمعیت داشته است.
این شهر در جنوب غربی ایلت کالیفرنیا واقع شده است.